# Andrzej Różański
Andrzej Wawrzyniec Różański (ur. 2 listopada 1958 w Mogilnie) – polski polityk, działacz partyjny, poseł na Sejm IV kadencji.

## Życiorys
Ukończył studia na Wydziale Elektrycznym Wyższej Szkoły Morskiej w Gdyni. Należał do Polskiej Zjednoczonej Partii Robotniczej, w latach 1986–1990 zasiadał we władzach Komitetu Wojewódzkiego PZPR w Gdańsku. Początkowo zatrudniony w PLO, od 1986 do 1991 pracował w zarządzie głównym Związku Socjalistycznej Młodzieży Polskiej. Od 1994 zajmował kierownicze stanowiska w prywatnych spółkach. W latach 1998–2001 zasiadał w gdyńskiej radzie miasta. Działał w Socjaldemokracji Rzeczypospolitej Polskiej, a następnie przystąpił do Sojuszu Lewicy Demokratycznej, zasiadając w wojewódzkich władzach tych partii.
Sprawował mandat posła IV kadencji z ramienia SLD, wybranego w okręgu gdyńskim. Był członkiem komisji śledczej w sprawie PKN Orlen. W 2005, 2007, 2011 i 2015 kandydował w kolejnych wyborach parlamentarnych. W 2006, 2018 i 2024 wystartował do sejmiku pomorskiego, a w 2009 do Parlamentu Europejskiego. W 2010 i 2014 bezskutecznie kandydował na urząd prezydenta Gdyni z ramienia SLD.